# Jay Glaser
Jay Glaser, född den 11 juli 1953 i Santa Monica, är en amerikansk seglare.
Han tog OS-silver i tornado i samband med de olympiska seglingstävlingarna 1984 i Los Angeles.